# Thomas Ampletzer
Thomas Ampletzer (* 7. November 1913 in Pöring; † 1. Mai 1945 in Berlin) war ein deutscher Gestapobeamter und SS-Führer.

## Leben
Ampletzer wurde als Sohn eines späteren Postsekretärs geboren. Er trat der NSDAP zum 1. März 1933 bei (Mitgliedsnummer 1.508.138) und der SS gehörte er seit dem 20. April 1933 an. Im Jahr 1934 schloss er die Oberrealschule in München mit dem Abitur ab und wurde anschließend beim SS-Amt in München angestellt. Im November 1934 versetzte man ihn zum SS-Hauptamt nach Berlin. Seit Dezember 1936 arbeitete er bei der Staatspolizei Hannover als Kriminalkommissar-Anwärter. Im Februar 1939 wurde er Hilfskriminalkommissar und Beamter auf Widerruf sowie SS-Untersturmführer. Am 1. März 1939 versetzte man Ampletzer zur Staatspolizeistelle Dessau, wo er als Leiter der Abteilung II eingesetzt wurde.
Die Ernennung zum Kriminalkommissar erfolgte am 16. Januar 1940, die zum SS-Obersturmführer am 20. April 1940. Ampletzer war der einzige Gestapo-Angehörige in Dessau, dem während des Dienstes in Dessau ein Tötungsverbrechen nachgewiesen werden konnte. Zum 1. Mai 1941 erfolgte die Versetzung zum Referat IV A 2 „Sabotageabwehr, Sabotagebekämpfung“ des Reichssicherheitshauptamtes (RSHA), bei dem er bis Kriegsende 1945 verblieb. Hier war er 1942 als Sachbearbeiter für Funkangelegenheiten auch an der Zerschlagung der Widerstandsgruppe „Rote Kapelle“ beteiligt. Am 20. April 1943 erfolgte die Beförderung zum SS-Hauptsturmführer. Er kam in den letzten Kriegstagen bei den Kämpfen in Berlin ums Leben. So entschied es im Juli 1950 das Amtsgericht Berlin-Charlottenburg, welches ihn für tot erklärte. Als Zeitpunkt des Todes wurde der 1. Mai 1945 festgestellt.